# Scrap Mechanic
Scrap Mechanic est un jeu vidéo développé et édité par Axolot Games, disponible en accès anticipé sur Steam depuis le 20 janvier 2016. 

## Gameplay
Le jeu propose un mode bac à sable et un mode survie (ajouté via la mise à jour 0.4.0, le 7 mai 2020). Le mode challenge avait été provisoirement désactivé lors de la mise à jour qui ajouta le mode survie, mais a été réactivé lors de la mise à jour "Challenge Mode is back!" (mise à jour 0.4.5, le 29 mai 2020).
Scrap Mechanic permet la construction de machines et de véhicules complexes (que l'on peut ensuite publier et partager grâce à Steam). Le jeu est axé sur la conception de machines, sur laquelle repose tout le gameplay. On peut également personnaliser et créer ses propres terrains de jeu (maps) à partir des différentes structures proposées. 

## Histoire
Le joueur est un mécanicien qui entretient des robots, et vous avez été envoyé sur une planète agricole entièrement automatisée qui fournit de la nourriture aux planètes métropolitaines avec la tâche de s’occuper des robots ouvriers. Près de l’atterrissage, votre vaisseau spatial perd le contrôle et s’écrase. Vous constatez très vite que tout n’est pas comme il se doit. Les Farmbots, qui travaillent dans les champs, sont devenus fous. Pour survivre, il ne vous reste plus que vos talents et votre créativité afin de tourner à votre avantage l'environnement qui vous entoure.